# St. Kilian (Bedheim)

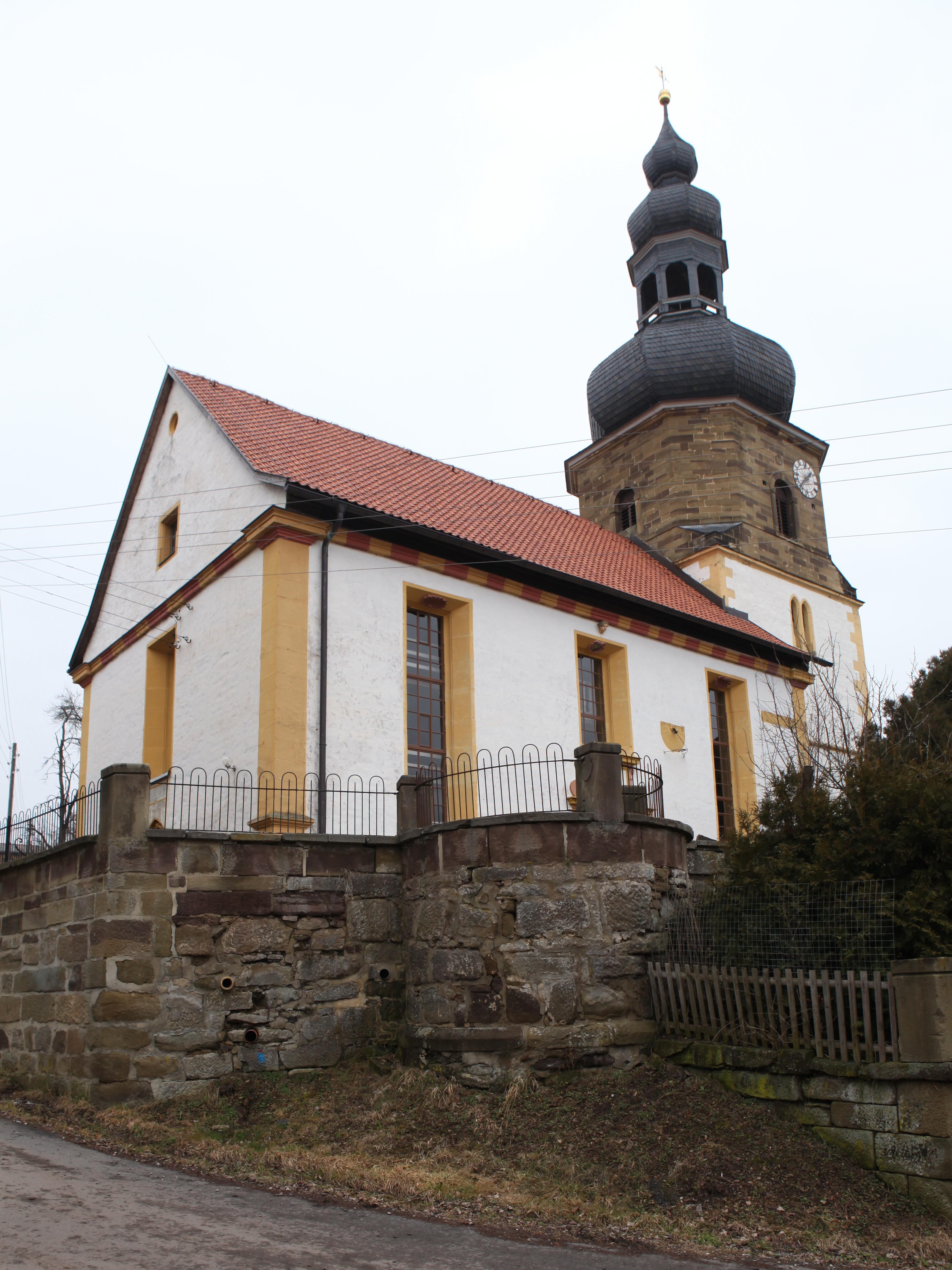
Evangelische Kirche St. Kilian

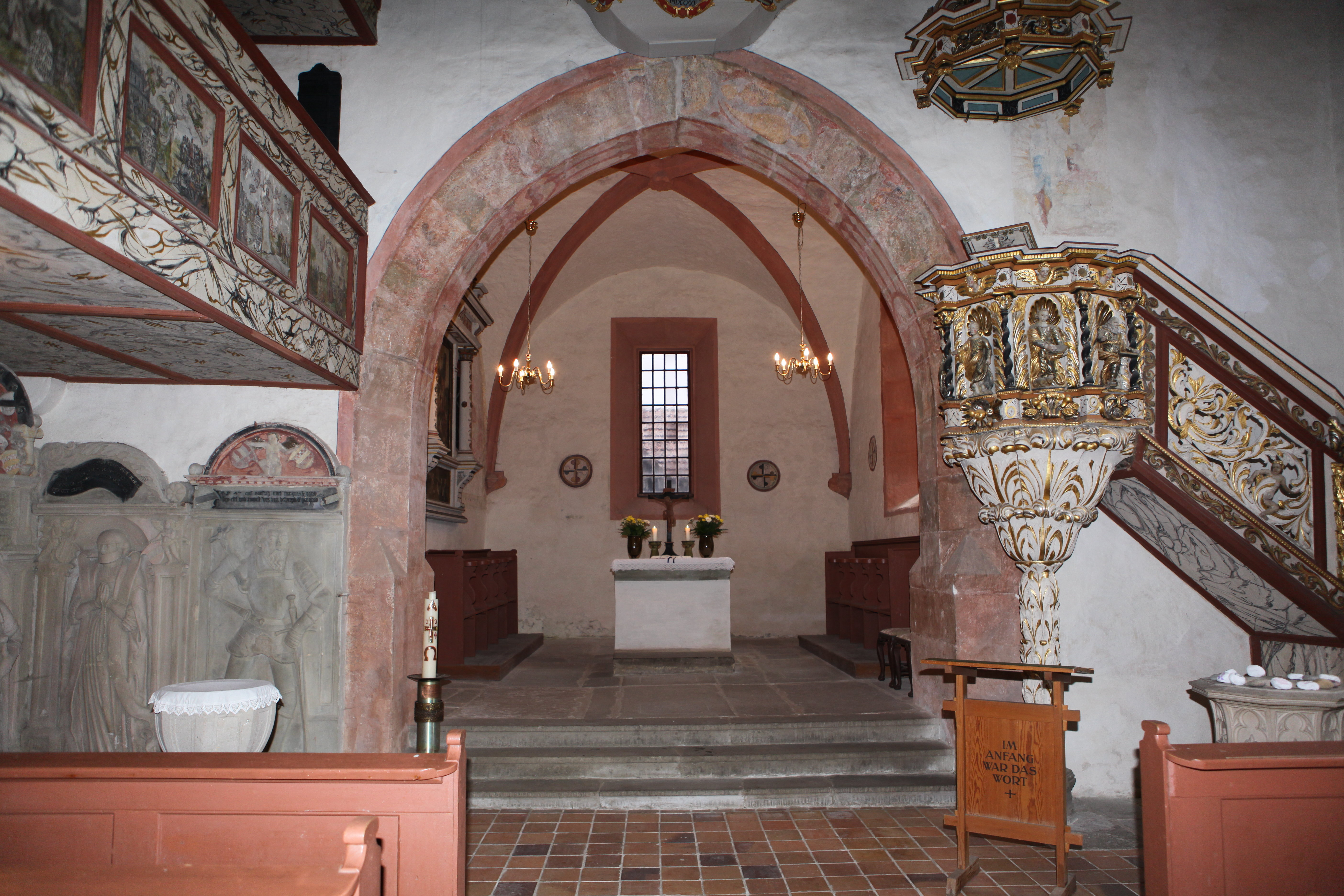
Chorraum

Die evangelisch-lutherische Kirche St. Kilian in Bedheim, einem Ortsteil der Stadt Römhild, im Landkreis Hildburghausen (Thüringen), wurde in ihrem Kern Ende des 13. Jahrhunderts errichtet. Sie hat eine Haupt- und eine Schwalbennestorgel aus dem frühen 18. Jahrhundert. Beide Instrumente besitzen eine mechanische Spieltraktur und können von einem Organisten einzeln oder zusammen gespielt werden. Die Anlage ist in dieser Form weltweit einmalig.

## Geschichte
Die ältesten Kirchenteile sind der Altarraum und die Sakristei, die 1260 oder 1290 errichtet wurden. Für das Jahr 1290 ist der erste Pfarrer belegt und für 1332 bestätigt eine Urkunde, dass die Kirche dem Frankenapostel Kilian geweiht ist. Von 1362 bis 1775 war das Adelsgeschlecht von Heßberg Schlossbesitzer und Kirchenpatron. Im Jahr 1521 führte Hans Philipp von Heßberg die Reformation ein und begründete das Schulwesen. Der Neubau des Langhauses erfolgte ab 1696 und wurde mit der Wiedereinweihung am 21. Juli 1699 abgeschlossen. 1728 wurde der Kirchturm um ein Geschoss aufgestockt und bekam seine heutige Gestalt. Conrad Friedlieb Rühle von Lilienstern erwarb 1778 das Schloss und das Kirchenpatronat. In den Jahren 1900 bis 1903 fand eine umfangreiche Innenrestaurierung statt. Dabei wurde unter anderem der Innenraum bis auf Kirchendecke, Altarraum und Triumphbogen die farbig angestrichen wurden, fast vollständig mit brauner Ölfarbe ausgemalt. Die nächste große Restaurierung erfolgte von 1968 bis 1972. Neben der Neudeckung der Kirchendachnordseite und Neubeschieferung des Kirchturms wurde die originale Ausmalung wiederhergestellt. Die Wiedereinweihung war am 5. November 1972. In den 1980er Jahren erneuerten die Gemeindemitglieder in Eigenleistung den Außenputz des Kirchenschiffes und Restauratoren die Portale und Inschriften. 1991 folgte der Außenputz des Kirchturmes und Anfang der 2000er Jahre die Neueindeckung sämtlicher Dächer.

## Ausstattung
Die denkmalgeschützte Chorturmkirche hat mit den Bänken auf der zweigeschossigen Empore 200 Sitzplätze. Der 37 Meter hohe Kirchturm steht auf dem mit einem Kreuzrippengewölbe überspannten Chorraum und ist mit schieferverschlagenen, dreifachen Zwiebeln und Arkaden versehen. In ihm hängt die 1515 aus Bronze gegossene Gebetsglocke. Sie trägt die Inschrift „AVE MARIA GRACIA PLENA DOMINUS TECUM“. Außerdem sind zwei Gussstahlglocken vorhanden, die 1919 als Ersatz für 1917 eingeschmolzene Glocken, bei der Firma Schilling & Lattermann in Apolda gegossen wurden.
Teilweise sind alte gotische Malereien, so sechs Weihekreuze und eine Darstellung der Bekehrungsgeschichte des Saulus zum Paulus, noch erhalten. Die zweigeschossigen Emporen sind barock ausgemalt, unter anderem auf der Südseite unten mit den Wappen der Schlossherren – Kirchenpatrone. Auf zwei großen Deckengemälden aus der Werkstatt der Familie Tischbein sind die Evangelisten mit ihren Symbolzeichen dargestellt. Erwähnenswert sind die reich verzierte Kanzel und die holzgeschnitzten Figuren.
Die Grabplatten aus Sandstein an der Nordostecke des Kirchenschiffes zeigen Hans Philipp von Heßberg und seine beiden Frauen Magdalene geborene Zufraß und Anna geborene von Mur. Der vierte Grabstein gehört seinem Bruder Urz (Ulrich) von Heßberg. Der Altarraum ist Grablege der Familien von Heßberg und Rühle von Lilienstern. So ist unter dem Altar die 1794 gestorbene Ehefrau von Conrad Friedlieb Rühle von Lilienstern, Charlotte geborene Wolzogen bestattet. Sie war eine Jugendliebe Friedrich Schillers. Ein Epitaph an der Nordwand im Altarraum stammt aus dem Jahr 1583 und stellt Hans Wilhelm von Heßberg dar.

## Orgeln

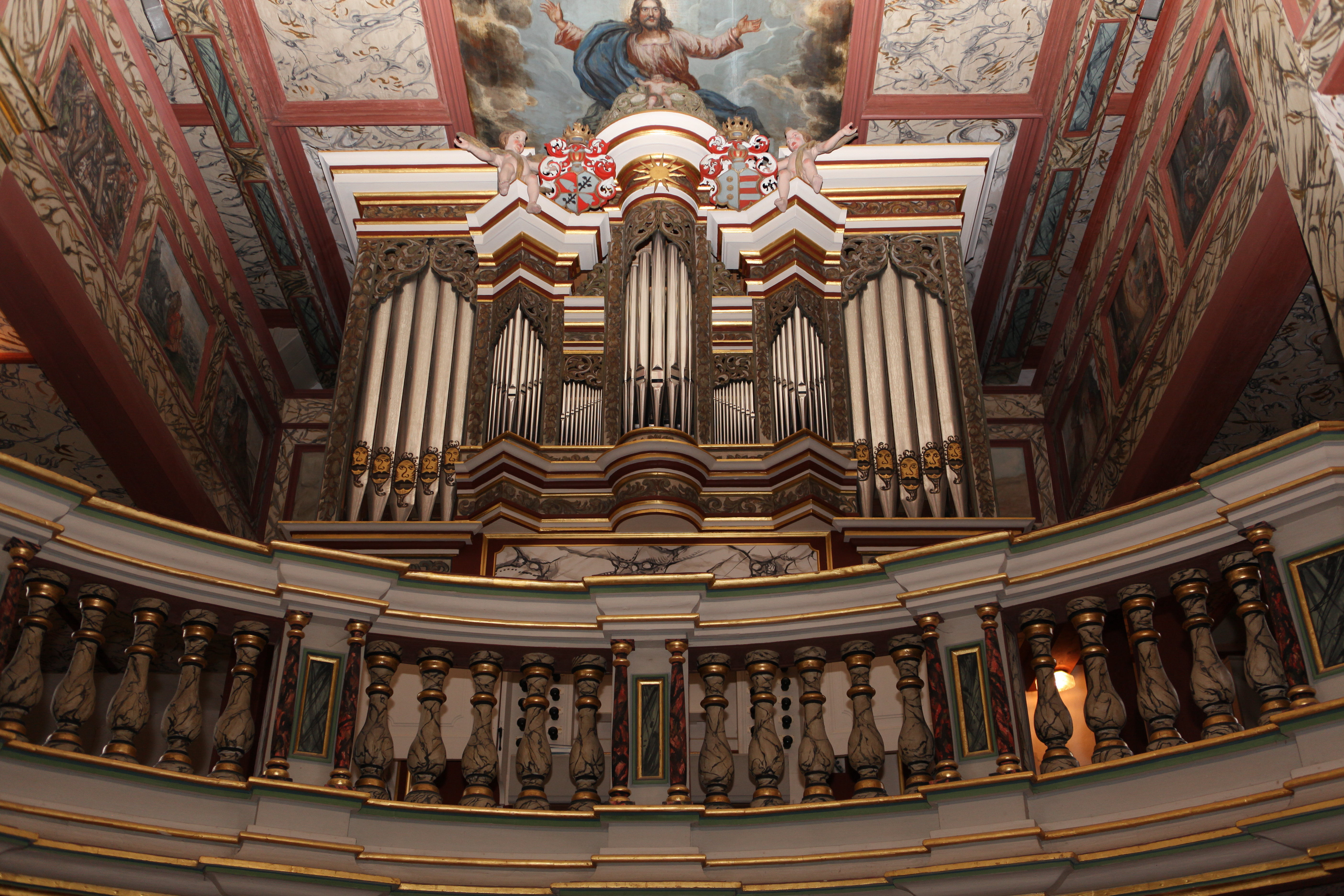
Prospekt der Hauptorgel

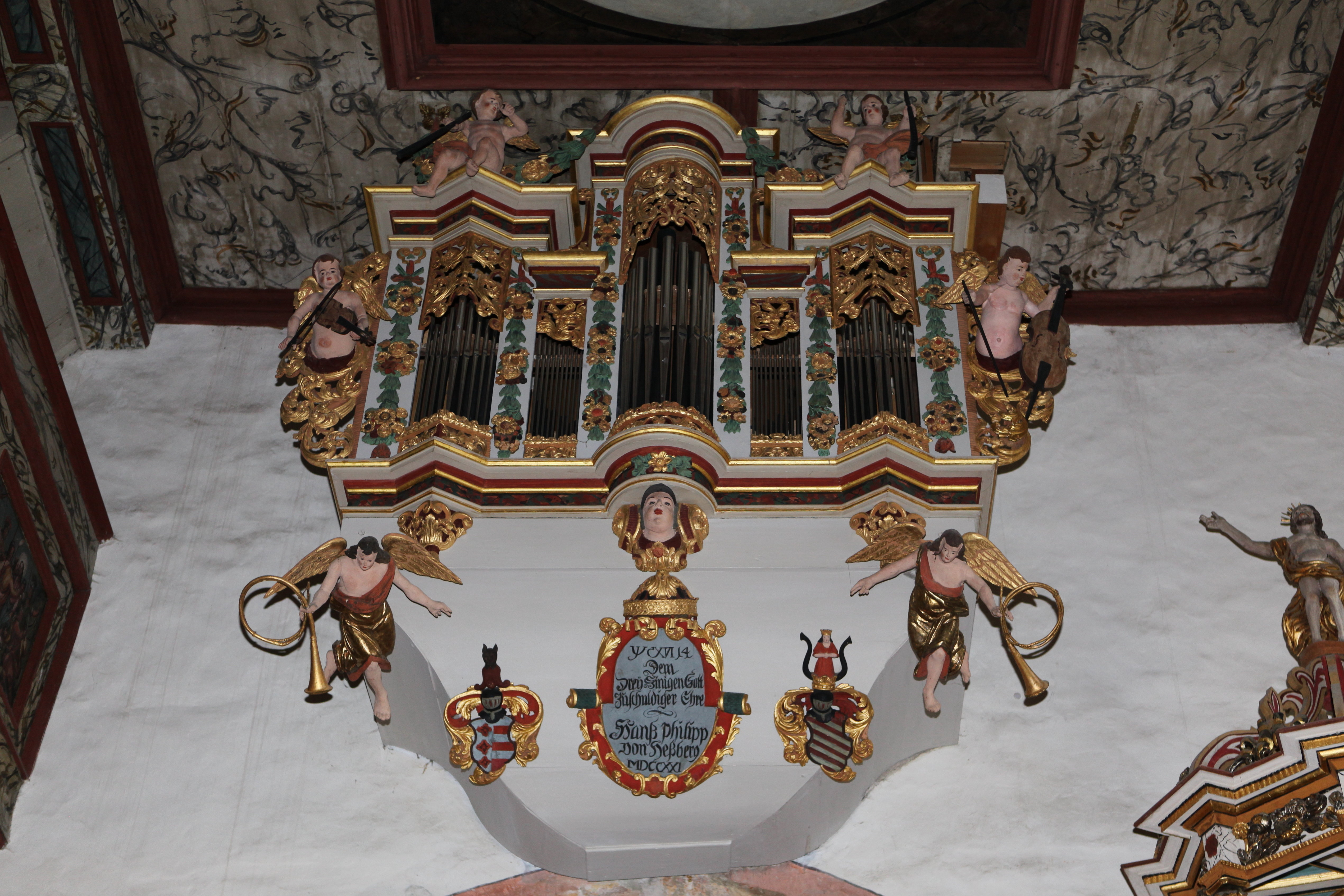
Schwalbennestorgel

### Geschichte
Die Hauptorgel auf der Westempore ist ein Werk des Sachsen-Hildburghäuser privilegierten Orgelmachers Caspar Schippel aus Hildburghausen, der sie 1711 errichtete. Zwei Wappen an der Orgel deuten auf Heinrich Siegmund von Pflug und seine Frau Martha Marie von Heßberg als Stifter. Den Neubau der Schwalbennestorgel, die gegenüber der Hauptorgel oberhalb vom Triumphbogen montiert wurde, und den Umbau der Hauptorgel führte der Sachsen-Römhildische Orgelmacher Nicolaus Seeber im Jahr 1721 aus. Das Schnitzwerk fertigte der Bildhauer Hans Justus Leib aus Streufdorf. Auftraggeber war Johann Philipp von Heßberg, Kirchenpatron und Sohn von Martha Marie von Heßberg aus erster Ehe. Die sechs musizierenden Engel an der Orgel könnten eine Ehrung seiner sechs von 1713 bis 1720 verstorbenen Kinder sein.
Die ausgefeilte Mechanik des Orgelwerks, eine orgelbautechnische Herausforderung, ist empfindlich und anfällig bei Nässe und Verschmutzung. Dieser Umstand erforderte häufige Reparaturen. Im Jahr 1856 erweiterte der Schmiedefelder Orgelbauer Michael Schmidt die Hauptorgel um drei Bassregister mit 81 Pfeifen und baute die neue Orgel hinter das Gehäuse der Schippelorgel. Außerdem disponierte er die Schwalbennestorgel zu einem Fernwerk um. Nachdem das Orgelwerk jahrzehntelang nicht bespielbar war, wurde sie 1956/57 durch die Orgelbaumeister Gerhard Kirchner aus Weimar (Hauptorgel) und Gustav Kühn aus Schleusingen (Schwalbennestorgel) instand gesetzt. Seit 1973 werden regelmäßig Orgelkonzerte in den Sommermonaten durchgeführt.
1976 wurden durch den Gothaer Orgelbaumeister Hans Helfenbein die Register Posaune 16′ und Trompete 8′ im Hauptwerk eingebaut. Von 1994 bis 1996 restaurierte die Alexander Schuke Potsdam Orgelbau GmbH die Orgeln und rekonstruierte die ursprüngliche Orgelanlage von 1721. Von den 18 Registern waren 14 ganz oder teilweise original erhalten. Vier Register wurden nach dem Vorbild der Pfersdorfer Schippel-Orgel und der Seeber-Orgel in Haina erneuert. Die Orgelweihe fand am 22. September 1996 statt.

### Konstruktion
Vom oberen Manual des Spielschrankes, der sich im Fuß der Hauptorgel auf der Empore befindet, wird die Hauptorgel gespielt, vom unteren Manual die Schwalbennestorgel. Beide Orgeln können von einem Organisten wahlweise auch zusammen gespielt werden. Die Verbindung der beiden mechanischen Orgeln wird durch etwa 20 Meter lange Abstrakten aus Holz ermöglicht, die sich mit der Registertraktur in einem Holzkasten auf dem Dachboden befinden. Insgesamt sind 48 Abstrakten für die 48 Ventile und, parallel dazu laufend, sieben weitere Holzstangen für die sieben Register der Schwalbennestorgel vorhanden. Bis in die 1950er Jahre erzeugte ein Kalkant den Spielwind für beide Orgeln. Die Schwalbennestorgel versorgte ein hölzerner Windkanal, der über den Dachboden lief, mit der notwendigen Luft. Seit 1996 hat jede Orgel einen eigenen elektrischen Winderzeuger.
Die heutige Orgelanlage hat folgende Disposition:
| I Manual (Schwalbennestorgel) CD–c3 |               |       |
| 1.                                  | Gedackt       | 8′    |
| 2.                                  | Großprincipal | 4′    |
| 3.                                  | Hohlflöten    | 4′    |
| 4.                                  | Principal     | 2′    |
| 5.                                  | Quinta        | 1 ⁄2′ |
| 6.                                  | Cymbel II     |       |
| 7.                                  | Hautbois      | 8′    |

| II Manual (Hauptorgel) CD–c3 |                 |    |
| 8.                           | Gedackt         | 8′ |
| 9.                           | Viola da Gamba  | 8′ |
| 10.                          | Quintatöna      | 8′ |
| 11.                          | Principal       | 4′ |
| 12.                          | Kleingedackt    | 4′ |
| 13.                          | Octav           | 4′ |
| 14.                          | Sesquialtera II |    |
| 15.                          | Mixtur III      |    |

| Pedal CD–c1 |               |     |
| 16.         | Subbass       | 16′ |
| 17.         | Violon        | 16′ |
| 18.         | Principalbass | 8′  |

- Nebenzüge: Zymbelstern, Tremulant, Pedaltrennung, Manualschiebekoppel, Transponierkoppel oberes Manual
- Tonhöhe: Ganzton höher als 440 Hz
- Stimmung: nach Bach / Kellner